# Pfarrkirche Theiß

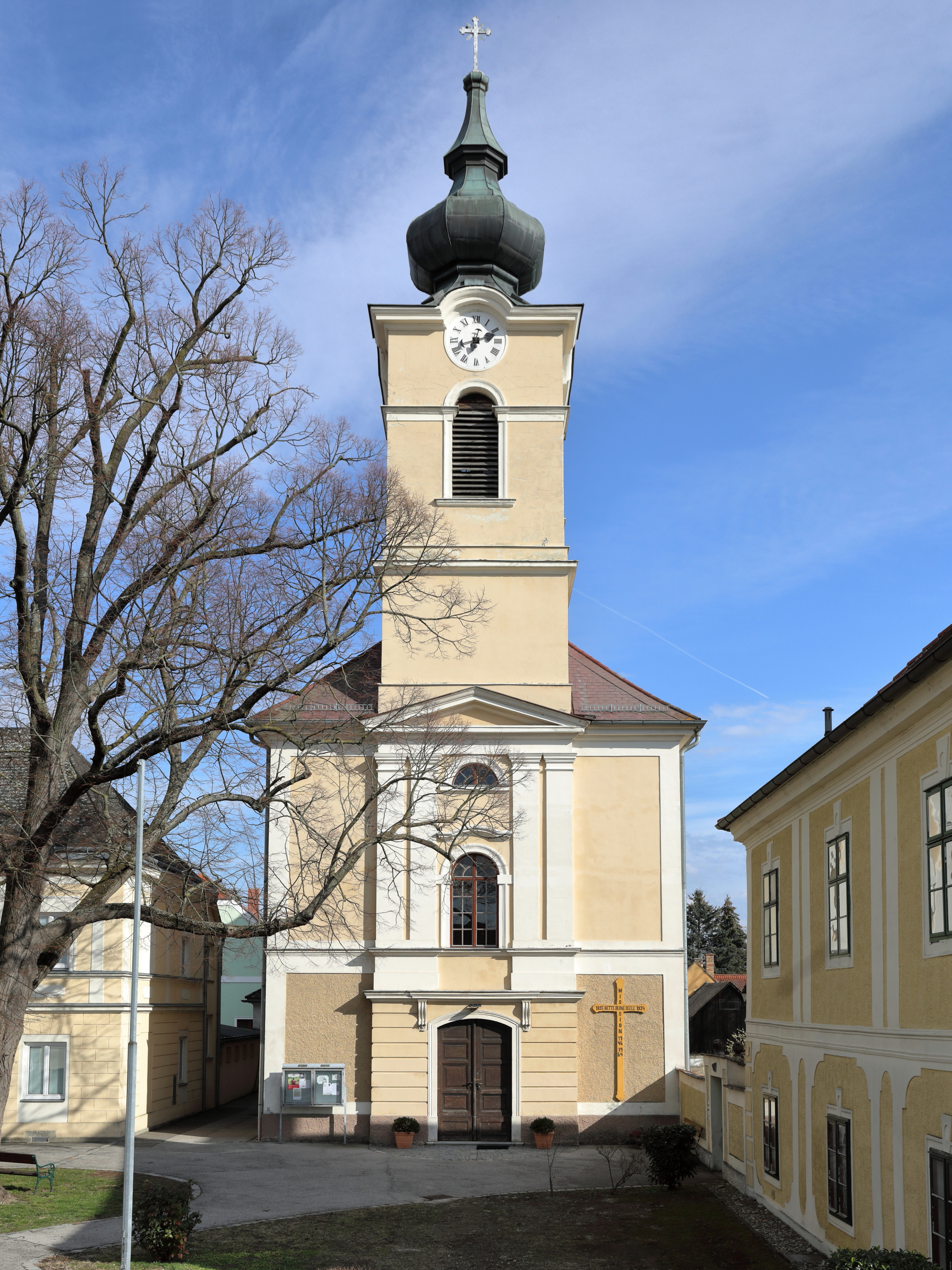
Katholische Pfarrkirche Mariä Empfängnis in Theiß

Die römisch-katholische Pfarrkirche Theiß steht an einer Straßengabelung in der Ortschaft Theiß der Gemeinde Gedersdorf im Bezirk Krems-Land in Niederösterreich. Die dem Patrozinium Mariä Empfängnis unterstellte Pfarrkirche gehört zum Dekanat Krems in der Diözese St. Pölten. Die Kirche steht unter Denkmalschutz (Listeneintrag).

## Geschichte
1715/1716 wurde eine Pestkapelle erbaut. Die heutige Kirche wurde 1841/1842 vom Baumeister Franz Schwertfeger erbaut und 1985 restauriert.
1783 wurde eine Pfarre gegründet und dem Stift Herzogenburg inkorporiert.

## Architektur
Das Kirchenäußere zeigt einen Rechteckbau mit einem eingezogenen Chor mit einer Rundapsis und einen eingestellten Fassadenturm. Das Portal ist durch einen von Doppelpilastern getragenen Giebel betont. Nördlich am Chor steht ein Sakristeianbau.
Das Kircheninnere zeigt ein dreijochiges Langhaus mit Platzlgewölben über Doppelgurten auf Doppelpilastern. Über der Vorhalle befindet sich die Westempore. Der Triumphbogen ist stark eingezogen. Der einjochige Chor hat eine Apsiskonche.

## Einrichtung
Der Hochaltar als Rahmenretabel zeigt das Bild Maria Immaculata von S. Hull 1847. Die Seitenaltäre und die Kanzel sind neobarock gestaltet.
Die Orgel baute Johann Georg Fischer 1843.